# Michail Arkadjewitsch Purtow
Michail Arkadjewitsch Purtow (russisch Михаил Аркадьевич Пуртов, wiss. Transliteration Michail Arkad'evič Purtov; * 28. Mai 2002 in Nischni Tagil) ist ein russischer Skispringer.

## Werdegang
Purtow, der für Sdushor Aist Nischni Tagil aus dem Oblast Swerdlowsk startet, gab am 16. September 2017 beim FIS-Cup-Springen in Kandersteg sein internationales Debüt und erreichte dabei den 61. Platz. Seinen nächsten internationalen Einsatz hatte er Anfang Februar 2018 bei den Nordischen Junioren-Skiweltmeisterschaften, die 2018 ebenfalls in Kandersteg stattfanden. Purtow sprang im Einzel auf den 42. Platz und belegte zudem den achten Rang im Team. Mitte März erreichte Purtow als Siebter beim FIS Cup in Falun erstmals die Punkteränge sowie die Top 10 bei einem internationalen Wettbewerb. Zum Saisonabschluss belegte er als 15-jähriger bei den russischen Meisterschaften in Nischni Tagil den sechsten Rang von der Normalschanze, nachdem er zwischenzeitlich sogar in Führung gelegen hatte. Daraufhin wurde er als bester russischer Junior der Saison ausgezeichnet. Im Winter 2018/19 kam Purtow international erneut nur selten zum Einsatz. Als Saisonhöhepunkt fungierten die Nordischen Junioren-Skiweltmeisterschaften 2019 in Lahti, wo er sich im Vergleich zum Vorjahr steigern konnte. So sprang er im Einzel auf Rang 23, ehe er im Team Siebter wurde. Darüber hinaus gewann er gemeinsam mit Anna Schpynjowa, Lidija Jakowlewa und Maxim Sergejew die Goldmedaille im Mixed-Team. Es war die erste russische Medaille in diesem Wettkampfformat. Zum Saisonabschluss 2019 debütierte er im heimischen Tschaikowski im Continental Cup. Purtow belegte an beiden Wettkampftagen den 20. Platz, womit er in der Gesamtwertung letztlich Rang 117 einnahm.
Am Continental-Cup-Wochenende im Juli 2019 in Schtschutschinsk belegte er die Ränge 15 und 13 und auch wenige Wochen später in Wisła sprang er in die Punkteränge. Am 17. August 2018 wurde er gemeinsam mit Michail Maximotschkin, Roman Trofimow und Jewgeni Klimow Achter beim Teamspringen im Grand Prix in Zakopane. Sein Debüt im Einzel in dieser höchsten Wettkampfserie im Sommer gab er am 23. August in Hakuba, wo er als 43. jedoch keine Punktgewinne erzielen konnte. Im Winter 2019/20 trat Purtow überwiegend bei FIS-Cup-Springen an, kam aber auch vereinzelt im Continental Cup zum Einsatz. Bei den Nordischen Junioren-Skiweltmeisterschaften 2020 in Oberwiesenthal belegte er den 43. Platz im Einzel. Bei den russischen Meisterschaften 2020 gewann er hinter Jewgeni Klimow und Dmitri Wassiljew die Bronzemedaille von der Großschanze. Damit holte er die historisch erste Einzelmedaille für den Oblast Swerdlowsk. Bei seinen vierten Nordischen Junioren-Skiweltmeisterschaften, die 2021 erneut in Lahti ausgetragen wurden, erreichte Purtow den 15. Platz im Einzel, ehe er gemeinsam mit Ilja Mankow, Maxim Kolobow und Danil Sadrejew hinter Österreich und Slowenien und mit 1,4 Punkten Vorsprung auf Norwegen Dritter im Team wurde. Es war die erste russischen Teammedaille bei Juniorenweltmeisterschaften der Herren. Eine Woche später debütierte Purtow von der Trambulina Valea Cărbunării in Râșnov im Weltcup und belegte dabei den 43. Platz. Bei seinen ersten Wettbewerben der Saison im Continental Cup Ende März in Tschaikowski gewann er insgesamt zehn Punkte und erreichte damit den 93. Platz in der Gesamtwertung. Bei den russischen Meisterschaften in Tschaikowski wenige Tage später gewann er die Bronzemedaille im Team.
Am 11. September 2021 gewann Purtow im heimischen Tschaikowski seine ersten Punkte im Grand Prix, womit er sich ein zeitlich unbegrenztes Startrecht im Weltcup sicherte.

## Privates
Michails älterer Bruder Danil Purtow (* 1997) war als Nordischer Kombinierer aktiv. Purtow besuchte die Skischule „Aist“ in Nischni Tagil.

## Statistik

### Grand-Prix-Platzierungen
| Saison | Platz | Punkte |
| ------ | ----- | ------ |
| 2021   | 085.  | 03     |

### Continental-Cup-Platzierungen
| Saison  | Sommer | Sommer | Winter | Winter | Gesamt | Gesamt |
| Saison  | Platz  | Punkte | Platz  | Punkte | Platz  | Punkte |
| ------- | ------ | ------ | ------ | ------ | ------ | ------ |
| 2018/19 | —      | —      | 090.   | 22     | 117.   | 22     |
| 2019/20 | 060.   | 45     | —      | —      | 099.   | 45     |
| 2020/21 | —      | —      | 084.   | 10     | 093.   | 10     |